# Peter Okpaleke
Peter Ebere Okpaleke (Amesi, 1. ožujka 1963.) nigerijski je prelat i kardinal Katoličke Crkve koji je biskup Ekwulobije od 29. travnja 2020. Imenovan je biskupom Ahiare 2012. i posvećen 2013., ali nakon što su lokalni kler i laici inzistirali na biskupu iz Mbaisea postavljen je za biskupa Ekwulobije. Kasnije ga je 27. kolovoza papa Franjo imenovao kardinalom 2022.
Papa Franjo ga je 27. kolovoza 2022. proglasio kardinalom, dodijelivši mu čin kardinala-svećenika ss. Martiri dell'Uganda a Poggio Ameno.